# 国際まんが博
国際まんが博（こくさいまんがはく）は、2012年8月4日から11月25日にかけて鳥取県で開催された、漫画をテーマとするイベントである。

## 開催内容
水木しげる、谷口ジロー、青山剛昌ら著名漫画家を輩出する鳥取県は、2007年より地域おこしの一環として観光パンフレットに「まんが王国」の文言の使用を始め、2009年からはマンガサミットの誘致活動を進めた。第13回国際まんがサミットが開催される2012年を「まんが王国とっとり」の建国元年と位置付け、県文化観光局に「まんが王国官房」を設置。国際まんが博の開催や大規模なPR展開などを行った。事業予算は10億4800万円で、これは県の年間の観光予算の約三分の一に相当する。まんが博の企画内容は、株式会社トレードマーク鳥取を幹事とし、電通や新日本海新聞社、山陰放送、ジェイアール西日本コミュニケーションズなど7社からなる共同企業体による提案が採用された。PRキャラバン隊として、女性5人・男性2人で構成された「バードプリンセス」が結成され、DARAZ FMのPR番組に出演するなどの活動を行っている。同隊の雇用費には、東日本大震災の震災等緊急雇用対応事業予算が活用された。「まんが王国とっとり応援ソング」募集企画では、「鳥取県応援ソングプロジェクト」に使われた『GO! GO! Smile 鳥取』『HAPPY！ 鳥★TORI』を含む3点の応募の中から、YouTubeの再生回数を基に『まんが王国とっとり国歌』がＭＰＳ（Most Popular Song）に選ばれた。鳥取ふるさと大使を務めるトリンドル玲奈はまんが王国の「トットリンドル王女」に就任。8月4日の開会式で初めて鳥取県を訪れた。

### 常設拠点
開催期間中は、鳥取県内の下記3か所を常設拠点として各種イベントが催された。
- わらべ館（鳥取市） - 鳥取出身漫画家紹介コーナーが開設された。
- 青山剛昌ふるさと館（東伯郡北栄町） - 名探偵コナンとめぐる由良宿まち歩きラリーが行われた。
- 水木しげるロードおよび水木しげる記念館（境港市） - ゲゲゲの鬼太郎に関するイベントが行われた。

### ドリームワールド
また、巡回展として下記の日程で「とっとりまんがドリームワールド」が開催された。
1. 鳥取会場 - 8月4日~8月14日 コカ・コーラウエストスポーツパーク県民体育館
2. 倉吉会場 - 9月7日~9月23日 倉吉体育文化会館
3. 米子会場 - 10月20日~11月11日 どらドラパーク米子市民体育館、米子市東山体育館

ドリームワールドでは、5,000冊の漫画の展示・販売を行う「まんが空間」、ワークショップ、複製原画や日本国外の漫画に関する展示、「リロ・アンド・スティッチ」10周年記念展などが開催された。米子会場では期間中の週末を中心に、川田まみ・中島愛らによるアニソンライブや野沢雅子・三石琴乃ら声優のトークショー、K-POPアーティスト「S the One」のライブなどが実施された。

### まんがサミット
「食と海」をメインテーマ、「マンガと地域経済効果」をサブテーマに、2012年11月7日から11月11日にかけて米子コンベンションセンターで第13回国際まんがサミットが開催された。11月8日の「マンガと地域経済効果」に関するシンポジウムおよび「マンガに描かれた食文化」に関するフォーラムを始め、文化庁メディア芸術祭の巡回展示、ちばてつや・里中満智子ら漫画家のサイン会・トークショーや公開アトリエ、キャラクターショーなどが催された。まんがサミットに関連し、下記をはじめとするイベントが実施された。
- とっとりアニカルまつり2012 - 9月8・9日、米子コンベンションセンター（アニソンライブや声優トークショー、VOCALOID楽曲の発表会など）
- 第7回ゆるキャラカップ in 鳥取砂丘 - 10月27・28日
- 中華コスプレアジア大会 - 11月10・11日、湯梨浜町 燕趙園

まんがサミットの来場者数は4万1040人、ドリームワールドの累計来場者数は22万2497人、常設拠点や各地のイベントを含む総来場者数は約320万人であった。